# Thismia angustimitra
Thismia angustimitra är en enhjärtbladig växtart som beskrevs av Chantanaorr. Thismia angustimitra ingår i släktet Thismia och familjen Burmanniaceae.
Artens utbredningsområde är Thailand. Inga underarter finns listade i Catalogue of Life.